# سامید ایمانوف
سامید ایمانوف (ترکی آذربایجانی: Samid İmanov؛ ۱۹۸۱ – آوریل ۲۰۱۶) افسر آذربایجانی و سرگرد نیروهای مسلح و نیروهای ویژه جمهوری آذربایجان بود. وی که قهرمان ملی جمهوری آذربایجان است.

## زندگی‌نامه
سامید ایمانوف در سال ۱۹۸۱ در روستای «سووت‌آباد» (حسن‌آباد فعلی) شهرستان نفت‌چاله در جمهوری شوروی سوسیالیستی آذربایجان به دنیا آمد. در سال ۱۹۹۸، آموزش متوسطه خود را در مدرسهای واقع در روستایشان پشت سر گذاشته و وارد مدرسه عالی افسری در باکو و در سال ۲۰۰۳ از آنجا دانش‌آموخته شد.

## کارنامه
تاریخ شروع خدمت سامید ایمانوف در نیروهای مسلح آذربایجان به سال ۲۰۰۴ برمی‌گردد. در سال ۲۰۰۷ بود، که در یک رزمایش برگزار شده در کشور ترکیه حضور یافت. او در عین حال، در دوره‌های آموزشی افسری در پاکستان، رومانی و سوئیس شرکت داشت.
او برای مدتی مسئولیت تیم حفاظتی ذاکر حسنف، وزیر دفاع جمهوری آذربایجان، را به عهده داشت. اما سپس به درخواست خودش مجدداً به خدمت در نیروهای مسلح بازگشت. ایمانوف همراه با سربازانی که تحت فرمان یگان خود داشت، درگیری‌های سال ۲۰۱۴ آذربایجان و ارمنستان حضور پیدا کرد. او در سال ۲۰۱۶ به عنوان نامزد برای دریافت درجه ژنرالی در دوره آموزشی عمومی پرسنل نیروهای مسلح شرکت می‌کرد.

## مرگ
در ۱ آوریل ۲۰۱۶، درگیری‌ها بین نیروهای آذربایجان و ارمنستان در خط مقدم جبهه قره‌باغ و مناطق جنوبی اطراف آن با استفاده از توپخانه سنگین و جنگ‌افزارهای دیگر مجدداً درگرفت. در ۵ آوریل طرفین به توافق آتش‌بس متقابل دست پیدا کردند. سامید ایناموف در درگیری‌های بامداد روز ۴ آوریل در تالیش، مارتاکرت کشته شد. در همان شب هرچند او زخمی شده بود، به سربازان دستور داد تا دیگر نظامیان آذربایجانی که مجروحیت آن‌ها وخیم‌تر بود، را پیشتر از میدان جنگ تخلیه کنند. بنابه گفته همان سربازان هنگامی که آنها دیگر زخمیان را به جایی امن بردند و برگشتند او را در محلی که بود، نیافتند. او برای اینکه به اسارت ارتش ارمنستان درنیاید، آن محل را ترک گفته و بر اثر خونریزی جان خود را از دست داده بود.
در ۹ آوریل جنازه سامید ایمانور در خیابان (آرامگاه) شهدای نفت‌چاله به خاک سپرده شد. در مراسم تدفین، پرچم سه‌رنگ جمهوری آذربایجان، که بر روی تابوت سامید ایمانوف پوشانده شده بود، تقدیم برادر او شد.

## خانواده
سامید ایمانوف متأهل و دارای دو فرزند بود. از آنجا که دومین فرزند او در سال ۲۰۱۶، چند روز پیش از مرگش تولد یافته بود، ایمانوف آن فرزند نوزاد را ندیده بود.

## نشان
۱۹ آوریل ۲۰۱۶، الهام علی‌اف، رئیس‌جمهور جمهوری آذربایجان، با صدور فرمان‌هایی دستور به اعطای عناوین افتخاری، نشان‌ها و مدال‌هایی به گروهی از سربازان ارتش جمهوری آذربایجان داد، که «شجاعت و قهرمانی منحصر به فردی در جلوگیری از اقدامات تحریک‌آمیز نظامیان ارمنستان در خط مقدم جبهه قره‌باغ و در دفاع از غیرنظامیان در برابر حملات نیروهای ارمنستان به آنها در طی روزهای ۲ تا ۵ آوریل ۲۰۱۶ از خود نشان داده بودند». بر طبق آن فرمان، به سامید ایمانوف نیز پس از مرگش نشان قهرمان ملی جمهوری آذربایجان اعطاء شد.